# Nus de sang

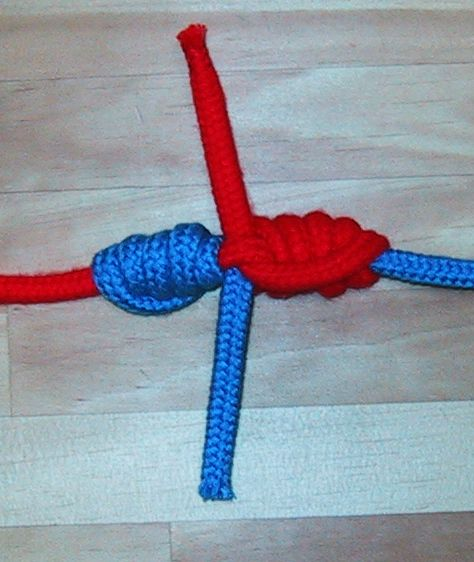
Nus de sang.

El nus de sang és el nus més utilitzat per unir seccions monofilament de niló, ja que aquest té una resistència equivalent a la resistència inherent de les cordes que el conformen. Altres nusos utilitzats per a aquest propòsit pot presentar una disminució considerable de resistència. A la pesca amb mosca, aquest nus serveix per a construir una disminució gradual de diàmetre entre la línia principal i l'extrem on hi ha l'ham. El principal inconvenient del nus de sang és la destresa necessària per a lligar-lo. També és probable que s'encalli, que no és una preocupació en la línia de pesca, ja que no és una gran pèrdua el tallar la línia, però pot ser un problema en una corda normal.

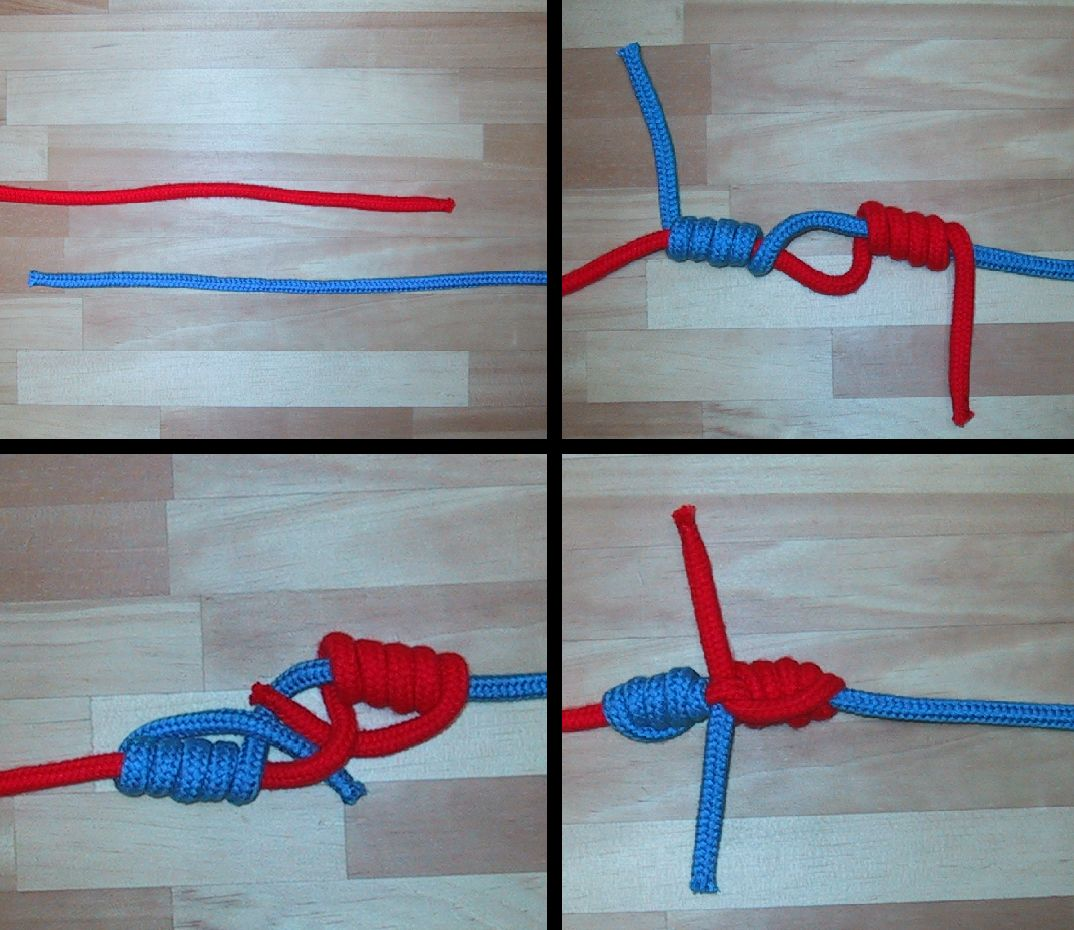
El nus de sang pas a pas.

En el nus de sang, les dues línies per a ser unides es solapen uns 6-8 centímetres amb els extrems de les dues línies en direccions oposades. L'extrem d'una línia s'embolica 4-6 vegades al voltant de la segona línia i la porció restant del primer extrem es col·loca novament i es passa entre les línies en el començament de les embolcalls. L'extrem de la segona línia és embolicat en 4-6 vegades al voltant de la primera línia i el final d'aquesta línia és portada novament i es passa al que és ara un espai oval entre la primera embolcall de cada set.
El mètode anterior s'ha anomenat per Stanle Barnes ( Anglers 'Knots in Gut & Nylon , segona edició, 1951), "outcoil", i es diferencia del mètode que s'assembla al nus acabat des del començament, "incoil". Les imatges aquí estan incorrectes per presentar el nus acabat al tenir els seus extrems lliures des del centre del nus als extrems finals.